# Linlithgow
Linlithgow (ang. Linlithgow, gael. Gleann Iucha, scots Lithgae) – miasto w środkowej Szkocji, w jednostce administracyjnej (council area) West Lothian, historyczna stolica hrabstwa Linlithgowshire. W 2011 roku liczyło 13 462 mieszkańców.
W mieście znajdują się ruiny pałacu Linlithgow, dawnej rezydencji królów szkockich, będącej miejscem narodzin m.in. Marii Stuart i Jakuba V.
W Linlithgow urodzili się też:
- polityk Alex Salmond,
- piłkarz George Allan

Patronem miasta jest św. Michał.

## Miasta partnerskie
- Guyancourt